# Lettera al mio giudice
Lettera al mio giudice è un romanzo di Georges Simenon, scritto dal 5 al 15 dicembre 1946 a Bradenton Beach in Florida e pubblicato in volume da Presses de la Cité il 10 agosto 1947. A episodi era già uscito in 10 puntate su «Nuit et Jour», nn° 119-128 dal 3 aprile al 5 giugno 1947. Vivente l'autore uscì anche in due parti su «À la Page», nn. 64-65 di ottobre e novembre 1969.
Il libro capitò nelle mani di Henry Miller, che lo amò molto, scrivendo una lettera all'autore e diventandone lettore abbastanza costante.

## Trama
Come il titolo lascia intendere, il romanzo è scritto in forma di lettera in prima persona al giudice istruttore Ernest Coméliau (nome usato anche in qualche Maigret per indicare un tipo di magistrato dalla mentalità piuttosto ristretta) da Charles Alavoine, condannato per la morte della sua amante, apparentemente senza una ragione. Per spiegare il suo gesto, il narratore scrive una lunga lettera al giudice, l'unico che egli considera capace di comprenderlo. Riepiloga la sua vita dalla nascita: la famiglia, con un padre eccessivo, una madre attenta ma possessiva; i suoi studi di medicina, e la vita da medico di campagna; poi vedovo con due bambine, e risposato infelicemente con una donna di nome Armande. 
Durante questo matrimonio si innamora perdutamente di una ragazza dal passato torbido, Martine. La loro storia è fatta di passione, amore, ma anche di gelosia e possessività. Lui la picchia frequentemente, e un giorno, esagerando, la uccide. Nella lettera l'uomo non si giustifica né tenta di spiegarsi ma racconta la propria vita, le proprie passioni ossessive, e l'omicidio. Un ultimo breve capitolo dice che lo stesso giorno in cui il giudice riceve la lettera l'uomo viene ritrovato suicida per avvelenamento nell'infermeria del carcere.

## Adattamento cinematografico
1952 : Le Fruit défendu, film francese del regista Henri Verneuil, con protagonista Fernandel, Françoise Arnoul e Jacques Castelot, scritto da Jacques Companeez

## Edizioni
- in  Romanzi di confessione morale, traduzione di Sarah Cantoni, (contiene: Ricordi proibiti, Lettera al mio giudice, Il grande Bob, In caso di disgrazia, Il figlio, La linea della fortuna, L'uomo dal cagnolino), Collezione Tutte le opere di Georges Simenon, vol. III, Milano, Arnoldo Mondadori Editore, 1967.
- Lettera al mio giudice, traduzione di Dario Mazzone, Collezione Biblioteca n.225, Milano, Adelphi, 1990, ISBN 978-88-459-0784-5. - Collana Gli Adelphi n.224, Adelphi, 2003.
- in Romans I, a cura di Jacques Dubois e Benoît Denis, "Bibliothèque de la Pléiade", Gallimard, Paris 2003; Romanzi, volume I, Collezione La Nave Argo n°8, Milano, Adelphi, 2004.